# Isabel de Pomés
Isabel de Pomés López (Barcellona, 10 aprile 1924 – Barcellona, 31 maggio 2007) è stata un'attrice spagnola.

## Biografia
Figlia dell'attore e sportivo Félix de Pomés, si è dedicata allo spettacolo fin da bambina, in particolare al teatro, debuttando nel cinema all'età di 16 anni con il film La malquerida (1940). Particolarmente popolare durante gli anni '40, ha recitato in alcuni dei titoli più noti del cinema spagnolo dell'epoca. Raggiunse la grande notorietà con la commedia sociale Huella de luz (1943), di Rafael Gil, dove ha condiviso il ruolo principale con Antonio Casal, consolidandola nel 1944 con La torre de los siete jorobados, di Edgar Neville, dove recitò accanto al padre.
Il suo più grande successo al botteghino arrivò nel 1948, con Botón de ancla, di Ramón Torrado. A partire dagli anni '50, nonostante la sua carriera sia durata più di due decenni, i suoi ruoli hanno gradualmente perso di spessore, fino a quando si è definitivamente ritirata nel 1965.
Scomparve nel maggio del 2007 a 83 anni. La notizia della sua scomparsa venne data una decina di giorni dopo, a esequie avvenute.

## Filmografia
- La malquerida, regia di José López Rubio (1940)
- Los millones de Polichinela, regia di Gonzalo Delgrás (1941)
- La madre guapa, regia di Félix de Pomés (1941)
- La culpa del otro, regia di Ignacio F. Iquino (1942)
- Siempre mujeres, regia di Carlos Arévalo (1942)
- Vidas cruzadas, regia di Luis Marquina (1942)
- Noche fantástica, regia di Luis Marquina (1943)
- Mi vida en tus manos, regia di Antonio de Obregón (1943)
- Huella de luz, regia di Rafael Gil (1943)
- El abanderado, regia di Eusebio Fernández Ardavín (1943)
- Te quiero para mí, regia di Ladislao Vajda (1944)
- La torre de los siete jorobados, regia di Edgar Neville (1944)
- La noche del martes, regia di Antonio Santillán (1944)
- Canción de medianoche, regia di Antonio de Lara (1947)
- Luis Candelas, el ladrón de Madrid, regia di Fernando Alonso Casares (1947)
- La sirena negra, regia di Carlos Serrano de Osma (1947)
- Botón de ancla, regia di Ramón Torrado (1948)
- La muralla feliz, regia di Enrique Herreros (1948)
- La casa de las sonrisas, regia di Alejandro Ulloa (1948)
- Póker de ases, regia di Ramón Barreiro (1948)
- Aquellas palabras, regia di Luis Arroyo (1949)
- Vida en sombras, regia di Lorenzo Llobet Gracia (1949)
- El centauro, regia di Antonio Guzmán Merino (1950)
- Il messaggio del re (Correo del rey), regia di Ricardo Gascón (1951)
- Luna de sangre, regia di Francisco Rovira Beleta (1952)
- El alcalde de Zalamea, regia di José Gutiérrez Maesso (1953)
- Viento del norte, regia di Antonio Momplet (1954)
- Marcellino pane e vino (Marcelino pan y vino), regia di Ladislao Vajda (1955)
- Nunca es demasiado tarde, regia di Julio Coll (1956)
- Los ojos en las manos, regia di Miguel Iglesias (1956)
- Il porto del vizio (Thunderstorm), regia di John Guillermin (1956)
- Il bandito di Sierra Morena (Amanecer en puerta oscura), regia di José María Forqué (1957)
- Un angelo è sceso a Brooklyn (Un ángel pasó por Brooklyn), regia di Ladislao Vajda (1957)
- L'uomo dai calzoni corti, regia di Glauco Pellegrini (1958)
- La noche y el alba, regia di José María Forqué (1958)
- Salto a la gloria, regia di León Klimovsky (1959)
- Las dos y media y... veneno, regia di Mariano Ozores (1959)
- Ama Rosa, regia di León Klimovsky (1960)
- Il tesoro dei barbari (El secreto de los hombres azules), regia di Edmond Agabra (1961)
- Historia de una noche, regia di Luis Saslavsky (1963)
- El puente de la ilusión, regia di José Luis Pérez de Rozas (1965)

## Doppiatrici italiane
- Rosetta Calavetta in Marcellino pane e vino, Il bandito di Sierra Morena, Un angelo è sceso a Brooklyn